# Sitticus phaleratus
Sitticus phaleratus är en spindelart som beskrevs av Galiano, Baert 1990. Sitticus phaleratus ingår i släktet Sitticus och familjen hoppspindlar. Inga underarter finns listade i Catalogue of Life.